# إل تاخين
إل تاخين (بالإسبانية: El Tajín)‏ هو موقع أثري ما قبل كولومبوس في جنوب المكسيك، وهو موقع أحد أكبر وأهم المدن في العصر الكلاسيكي من أمريكا الوسطى. الموقع هو جزء من ثقافة فيراكروز الكلاسيكية، وازدهرت هذه المدينة بين عامي 600-1200 م، وخلال هذه الفترة تم بناء العديد من المعابد والقصور والأهرامات. سقطت المدينة في حوالي العام 1230، ولم يظهر أن الأوروبيين كانوا يعلمون بوجودها حتى عام 1785 عندما اكتشف مفتش حكومي أحد أهراماتها.
صنفت مدينة إل تاخين كأحد مواقع للتراث العالمي في عام 1992، نظرا لأهميتها الثقافية وهندستها المعمارية. وشملت أعمال العمارة استخدام الكوات المزخرفة ونوع غير معروف الاسمنت لم يعرف له مثيل في باقي أمريكا الوسطى. أشهر الأنصبة هو معبد الكوات، وتشمل المعالم الهامة الأخرى مجموعة أرويو، والبلاطات الشمالية والجنوبية وقصور إل تاخين تشيكو. وفي المجموع تم اكتشاف 20 بلاطا في هذا الموقع، (آخر ثلاثة تم اكتشافها في مارس 2013). إل تاخين هي أهم موقع أثري في فيراكروز، وتجذب أكثر من 650,000 سائح سنويا.
المدينة هي موقع مهرجان إل تاخين كومبري السنوي، والذي يقام كل شهر مارس ويضم فعاليات ثقافية أصلية وأجنبية وكذلك الحفلات من قبل الموسيقيين الشعبيين.

## معرض الصور

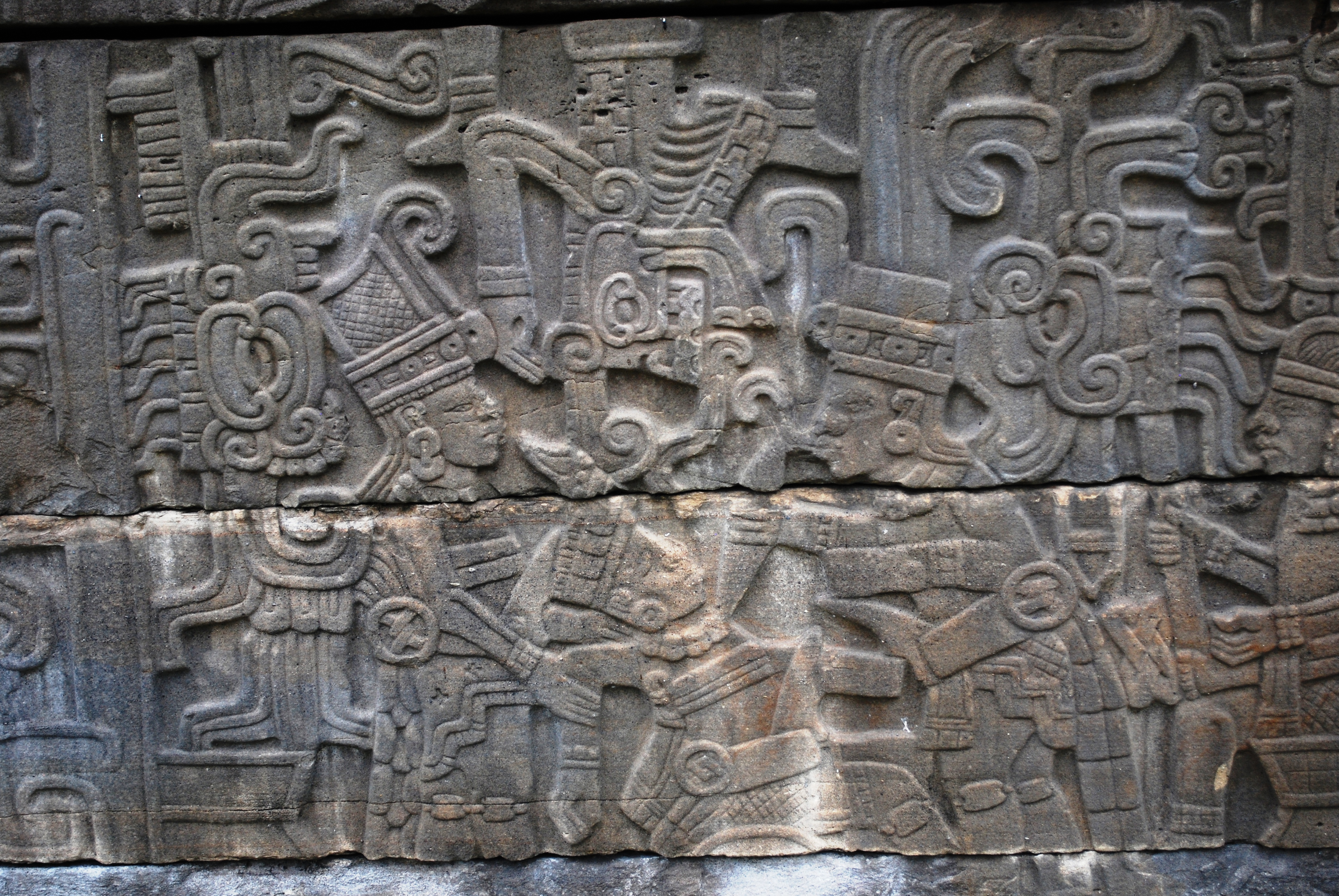
آثار ال تاخين 1
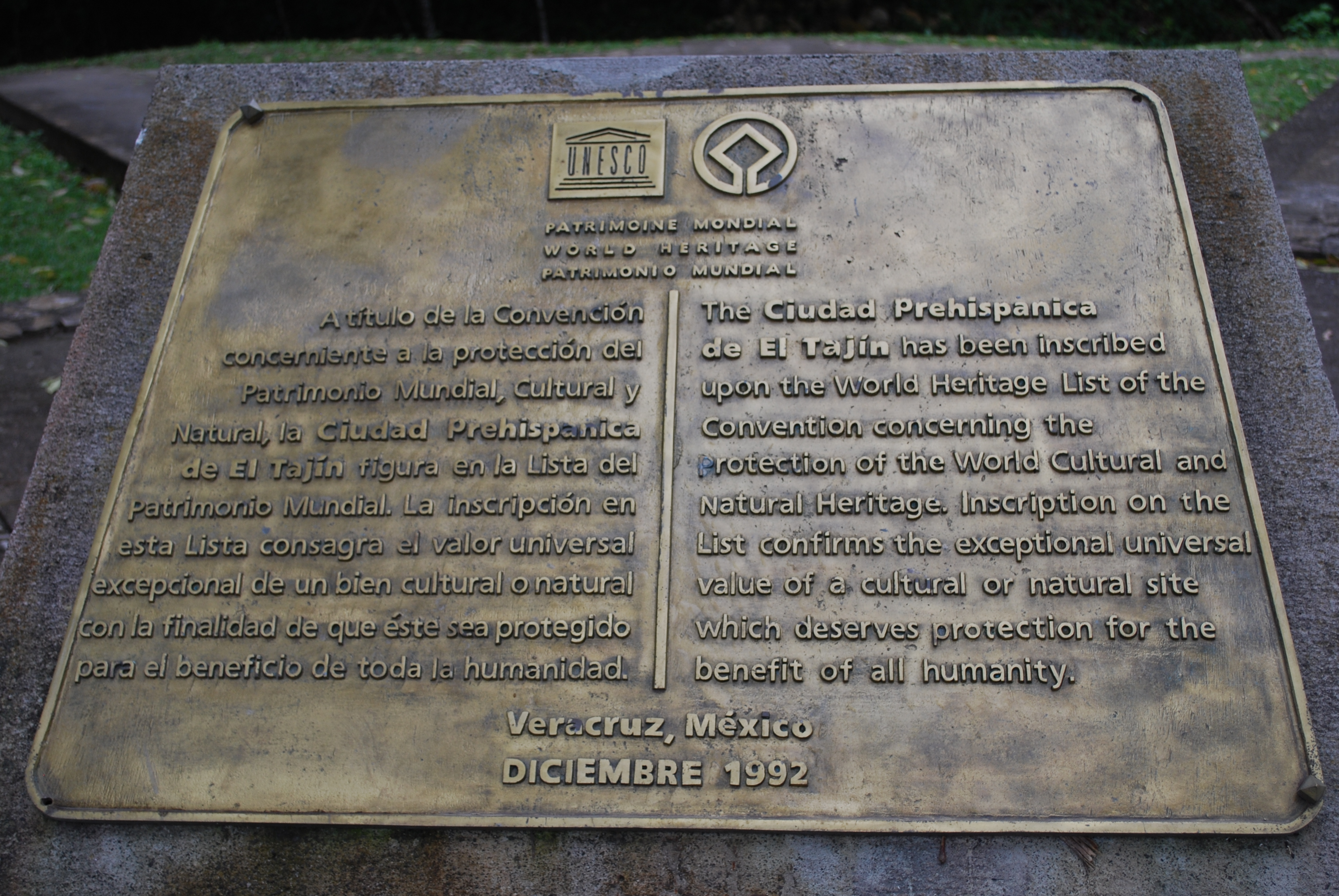
مخطوطة
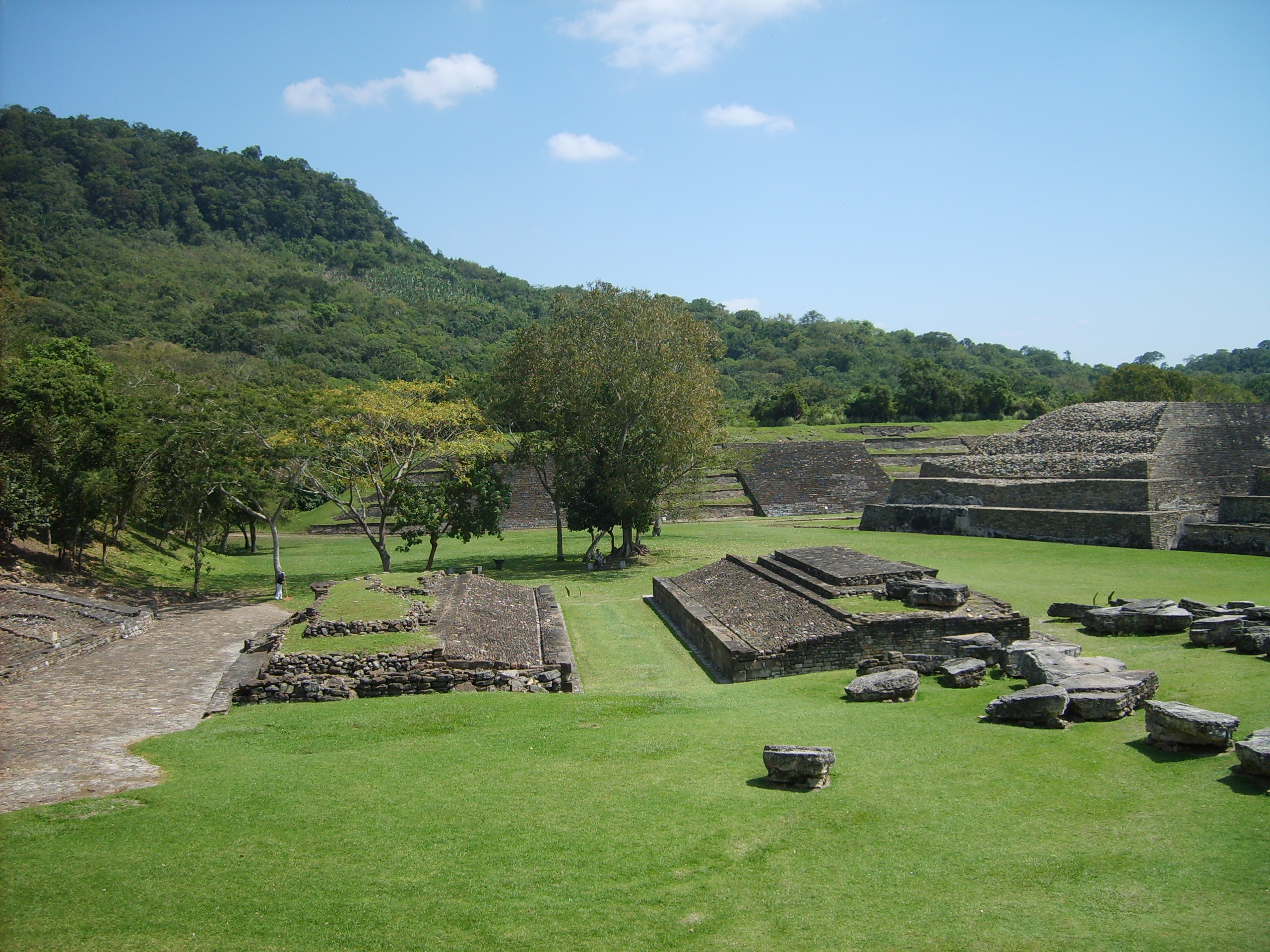
أثار ال تاخين2
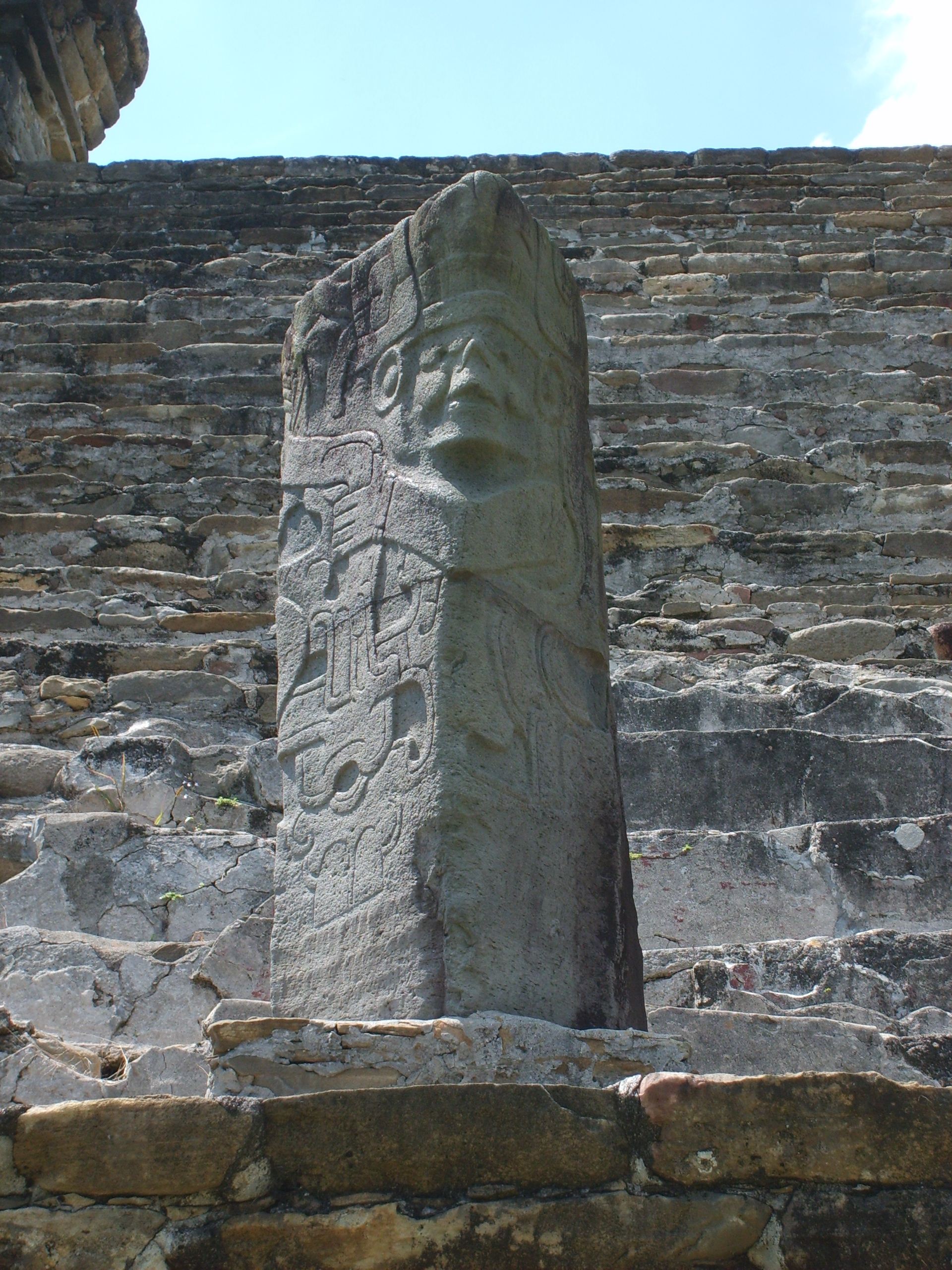
نحت صخري
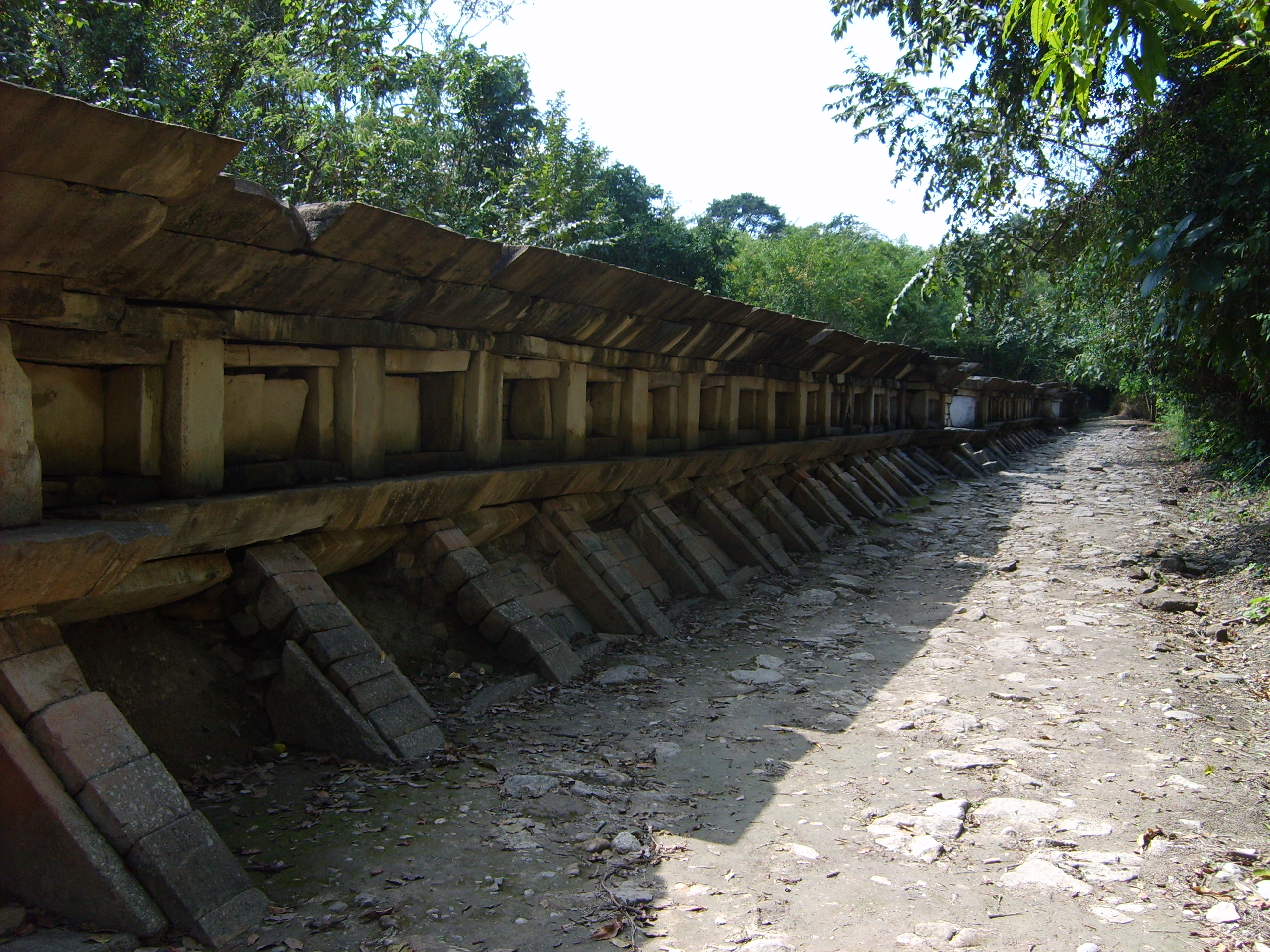
آثلر ال تاخين 3